# Nationalbibliothek und -archiv des Irak
Die Nationalbibliothek und -archiv des Irak (arabisch دار الكتب والوثائق العراقـيـة, DMG Dār al-Kutub wa-l-Waṯāʾiq al-ʿIrāqīya; engl.: National Library and Archives of Iraq, heute auch: Iraqi National Library and Archives, abgekürzt: INLA) ist die Nationalbibliothek der Republik Irak mit Sitz in Bagdad. Die Gründung erfolgte 1920.
Die Bibliothek wurde im Dritten Golfkrieg am 13. April 2003 ein Opfer der Flammen. Der zuerst angenommene Verlust von wertvollen Manuskripten und anderen historischen Dokumenten aus der Zeit des Osmanischen Reiches hat sich später nicht bewahrheitet. Vernichtet wurden nur jüngere Archivalien aus der Regierungszeit Saddam Husseins. Die Zerstörung wurde durch Brandstiftung verursacht. Welche militärische Einheit des Iraks oder der Alliierten dafür verantwortlich war, blieb ungeklärt.